# Пеларгонидин
Пеларгонидин  — антоцианидин, входит в группу водорастворимых флавоноидов. Тип растительного пигмента, придающий характерный оранжевый цвет и используемый в пищевых и промышленных красителях.

## Нахождение
Пеларгонидин можно найти в ягодах, таких как спелая малина и клубника, а также в чернике, ежевике, клюкве, в ягодах ирги и черноплодной рябине. Он также содержится в сливах и гранатах. Пеларгонидин придает красной редьке ее цвет . Он присутствует в больших количествах в фасоли.

## Биологическая активность
Пеларгонидин представляет собой природное соединение, которое широко распространено во фруктах и оказывает антиоксидантное, антиатеросклеротическое, противовоспалительное, антигипергликемическое и антидиабетическое действие. Пеларгонидин может быть использован в качестве потенциального средства против ожирения . Сообщалось, что пеларгонидин обладает антиканцерогенной активностью.